# Adam Walewski (zm. 1638)
Adam Walewski herbu Kolumna (zm. 1638) – kasztelan sieradzki w 1638 roku, kasztelan łęczycki w latach 1628–1638, podkomorzy sieradzki w latach 1617–1628, chorąży mniejszy sieradzki w latach 1616–1617, skarbnik sieradzki w latach 1607–1615, dworzanin królewski.

## Życiorys
Żonaty z Elżbietą, córką podkomorzego sieradzkiego Stanisława Przedbora Koniecpolskiego (zm. po 1594).
W 1613 roku jako poseł ziemi wieluńskiej na sejm nadzwyczajny został wyznaczony do Trybunału Skarbowego Koronnego. Poseł na sejm 1620 roku z województwa sieradzkiego i deputat na Trybunał Skarbowy Koronny. Poseł na sejm 1625, sejm nadzwyczajny 1626 roku, sejm 1627 roku. Poseł województwa sieradzkiego na sejm warszawski 1626 roku.
W 1629 roku wyznaczony komisarzem z Senatu do zapłaty wojsku koronnemu.
Był elektorem Władysława IV Wazy z województwa łęczyckiego w 1632 roku.